# Contra el viento
Contra el viento è il sesto album in studio della cantautrice portoricana Kany García. L'album, registrato a Porto Rico, è stato pubblicato da Sony Music il 17 maggio 2019.

## Tracce
1. Así Voy Yo
2. Remamos (featuring Natalia Lafourcade)
3. Me Mudé
4. Tu Amor Es Como Un Río
5. Aunque Sea Un Momento
6. Quédate (featuring Tommy Torres)
7. La Libreta
8. Mundo Inventado
9. Solo Falta Que Llegues Tú
10. Vivir Contigo
11. Las Palabras (featuring Fito Páez)

## Classifiche
| Chart                          | Posizione massima |
| ------------------------------ | ----------------- |
| U.S Billboard Top Latin Albums | 22                |
| U.S Billboard Latin Pop Albums | 3                 |